# PL-01
PL-01은 폴란드가 개발한 스텔스 전차다. 스텔스 능력으로 레이더 전파를 피하는 것이 대표적인 기능이다.

## 개요
PL-01의 레이아웃은 현대의 표준 주력 전차와 마찬가지이며, 조종은 차량의 정면에 위치하며 차량의 후방에는 무인 포탑이 놓여있다. 차체의 내부에 차장과 포수가 있어 차체의 뒤쪽에 4명의 병력을 태우고있다. 본 차량의 차체는 CV90가 기본이다.
이 차량의 장갑은 모듈식 세라믹-아라미드 장갑이다. 차체와 포탑의 전면 내부에 배치되는 것으로서, NATO의 표준 규격인 STANAG 4569 부속서 A의 레벨 5+에 맞는 방어력을 제공하도록 설계되어있다. 증가 장갑 패널은 포탑과 차체에 장착이 발사체에 대해 완전한 보호를 제공하도록 설계되어있다. 본 차량의 차체는 IED와 지뢰에 대해서도 보호를 제공한다. 이것은 표준 규격인 STANAG 4569의 부록 B파트 4a와 4b에 적합하다. 차량 전체의 전파 흡수 재료로 덮여있다.
세계 최초의 스텔스 전차로 레이다의 탐지를 피하는게 장점이며, 따라서 공격 헬기의 레이다에 안잡히는 장점이 매우 크다. 중량은 증가장갑을 부착해도 35톤에 불과하다. 포탑 정면 KE 방호력 기준으로 70톤에 가까운 M1A2C 에이브람스 전차가 1,000mm의 방호력, 60톤이 넘는 레오파르트 2A7 전차가 950mm의 방호력, 56톤인 K2 흑표 전차가 820mm이다. 대부분 무거운 전차들이 방호력이 앞섰지만 예외로 46톤인 러시아 T-90AM 전차가 750mm이며, 44톤인 10식 전차가 930mm의 방호력을 갖고 있다. 그러므로 무게가 장갑 방호력을 대변해주진 못하기에 방호력이 알려진 바가 없는 PL-01의 방호력은 알 수가 없다.
PL-01은 출력 940hp 이상의 디젤 엔진에 토크 컨버터, 자동 형 변속기 더욱 조종 보조기구를 함께 장착하는 것으로하고있다. 완충 장치는 7쌍의 전륜을 이용하여 이중 전방의 전륜 2세트와 마지막 쪽의 전륜 2세트에 장착된 토션 바의 축이 활성화 댐핑 능력을 가졌다. 이 차량의 속도는 포장 도로에서 최고 70km/h, 또한 고르지 못한 지상에서 최대 50km/h의 영역에 달한다. 본 차량은 30도 경사와 복종, 폭 2.6m의 벙커를 극복한다. 또한 준비를 아무것도 하지 않아도 1.5m까지의 깊이의 하천 장애를 건널 수 있고 준비 상태에서 5m까지의 깊이를 건널 수 있다.

## 같이 보기
- PT-91
- M-84
- T-14 아르마타